# Tom Gamble (Rennfahrer)

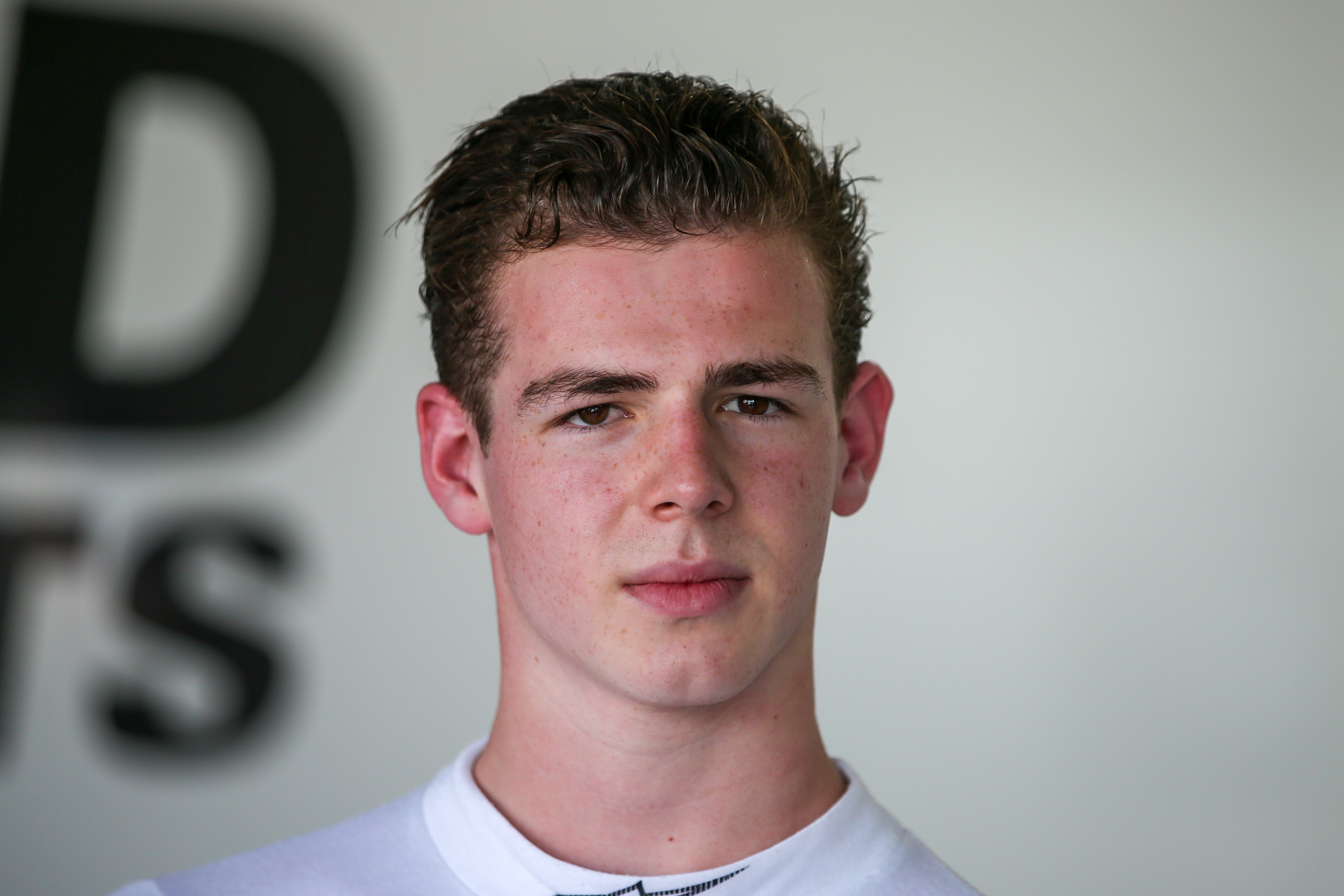
Tom Gamble 2020

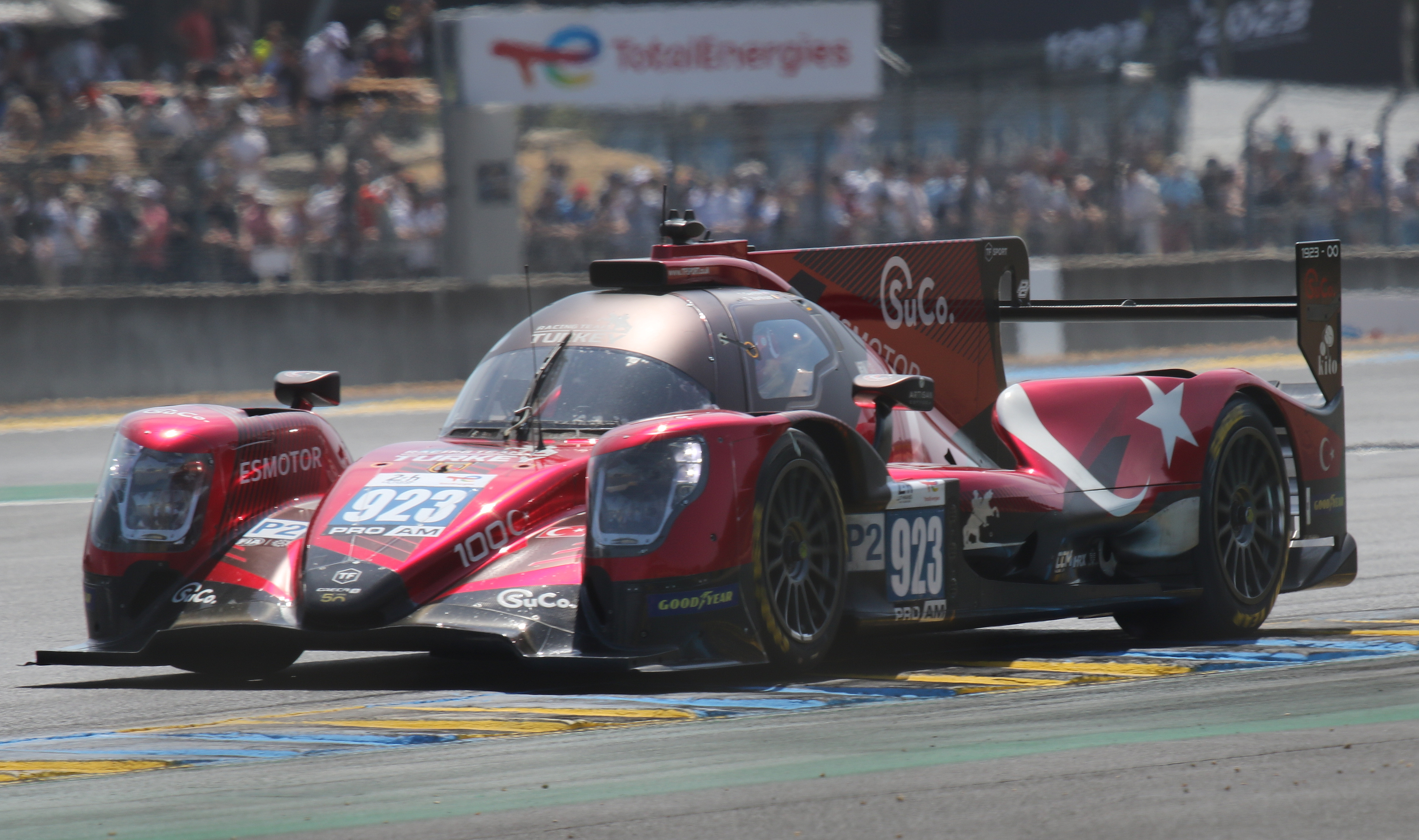
Der von Tom Gamble beim 24-Stunden-Rennen von Le Mans 2023 gefahrene Oreca 07

Tom Jamie Gamble (* 7. November 2001 in Nottingham) ist ein britischer Autorennfahrer.

## Karriere als Rennfahrer
Tom Gamble fuhr nach Erfolgen im Kartsport, ab 2016 in der Simpson Ginetta Junior Championship, einer britischen Sportwagenserie für Junioren, deren Endwertung er 2017 für sich entschied. Nach einem fünften Endrang in der britischen Formel-3-Meisterschaft 2018 bestritt Gamble ab 2019 Sportwagen- und GT-Rennen in verschiedenen Le-Mans-Rennserien. 
Für United Autosports gewann er 2020 gemeinsam mit Wayne Boyd und Robert Wheldon der LMP3-Wertung der European Le Mans Series. 2021 wechselte er in die LMP2-Klasse und lag nach drei Wertungsläufen an der dritten Stelle der Gesamtwertung.

## Statistik

### Le-Mans-Ergebnisse
| Jahr | Team                   | Fahrzeug                      | Teamkollege    | Teamkollege     | Platzierung | Ausfallgrund |
| ---- | ---------------------- | ----------------------------- | -------------- | --------------- | ----------- | ------------ |
| 2021 | Gulf Racing            | Porsche 911 RSR-19            | Ben Barker     | Mike Wainwright | Rang 43     |              |
| 2023 | Racing Team Turkey     | Oreca 07                      | Dries Vanthoor | Salih Yoluç     | Ausfall     | Aufhängung   |
| 2025 | Aston Martin THOR Team | Aston Martin Valkyrie AMR-LMH | Ross Gunn      | Harry Tincknell | Rang 14     |              |

### Sebring-Ergebnisse
| Jahr | Team                 | Fahrzeug                         | Teamkollege       | Teamkollege      | Platzierung | Ausfallgrund |
| ---- | -------------------- | -------------------------------- | ----------------- | ---------------- | ----------- | ------------ |
| 2022 | Heart of Racing Team | Aston Martin Vantage AMR GT3     | Roman De Angelis  | Ian James        | Rang 41     |              |
| 2025 | Heart of Racing Team | Aston Martin Vantage AMR GT3 Evo | Zacharie Robichon | Casper Stevenson | Rang 29     |              |

### Einzelergebnisse in der FIA-Langstrecken-Weltmeisterschaft
| Saison | Team               | Rennwagen                     | 1   | 2   | 3   | 4   | 5   | 6   | 7   | 8   |
| ------ | ------------------ | ----------------------------- | --- | --- | --- | --- | --- | --- | --- | --- |
| 2021   | Gulf Racing        | Porsche 911 RSR               | SPA | POR | MON | LEM | BAH | BAH |     |     |
| 2021   | Gulf Racing        | Porsche 911 RSR               | DNF | 25  | 27  | 43  | 23  | 28  |     |     |
| 2023   | Racing Team Turkey | Oreca 07                      | SEB | POR | SPA | LEM | MON | FUJ | BAH |     |
| 2023   | Racing Team Turkey | Oreca 07                      | DNF |     |     |     |     |     |     |     |
| 2025   | Aston Martin THOR  | Aston Martin Valkyrie AMR-LMH | KAT | IMO | SPA | LEM | SAO | AUS | FUJ | BAH |
| 2025   | Aston Martin THOR  | Aston Martin Valkyrie AMR-LMH | DNF | 18  | 13  | 14  | 16  |     |     |     |